# 老子山镇
老子山镇是中华人民共和国江苏省淮安市洪泽区下辖的一个乡镇级行政单位。老子山镇位于淮河与洪泽湖交汇处，是洪泽湖西南岸一座历史悠久的小镇，面积300平方公里，水域面积占90%，2017年人口13423人。
老子山镇在2019年12月入选“2016—2018年度江苏省文明乡镇”。

## 行政区划
老子山镇下辖以下地区：
书院社区、茶庵社区、新淮村、张嘴村、安淮村、长山村、龟山村、洪明村、刘嘴村、新滩村和兴隆村。

## 历史
1956年5月，国务院批准重建洪泽县，原属盱眙县的蒋坝、老子山、龟山等地划入洪泽县。

## 图集

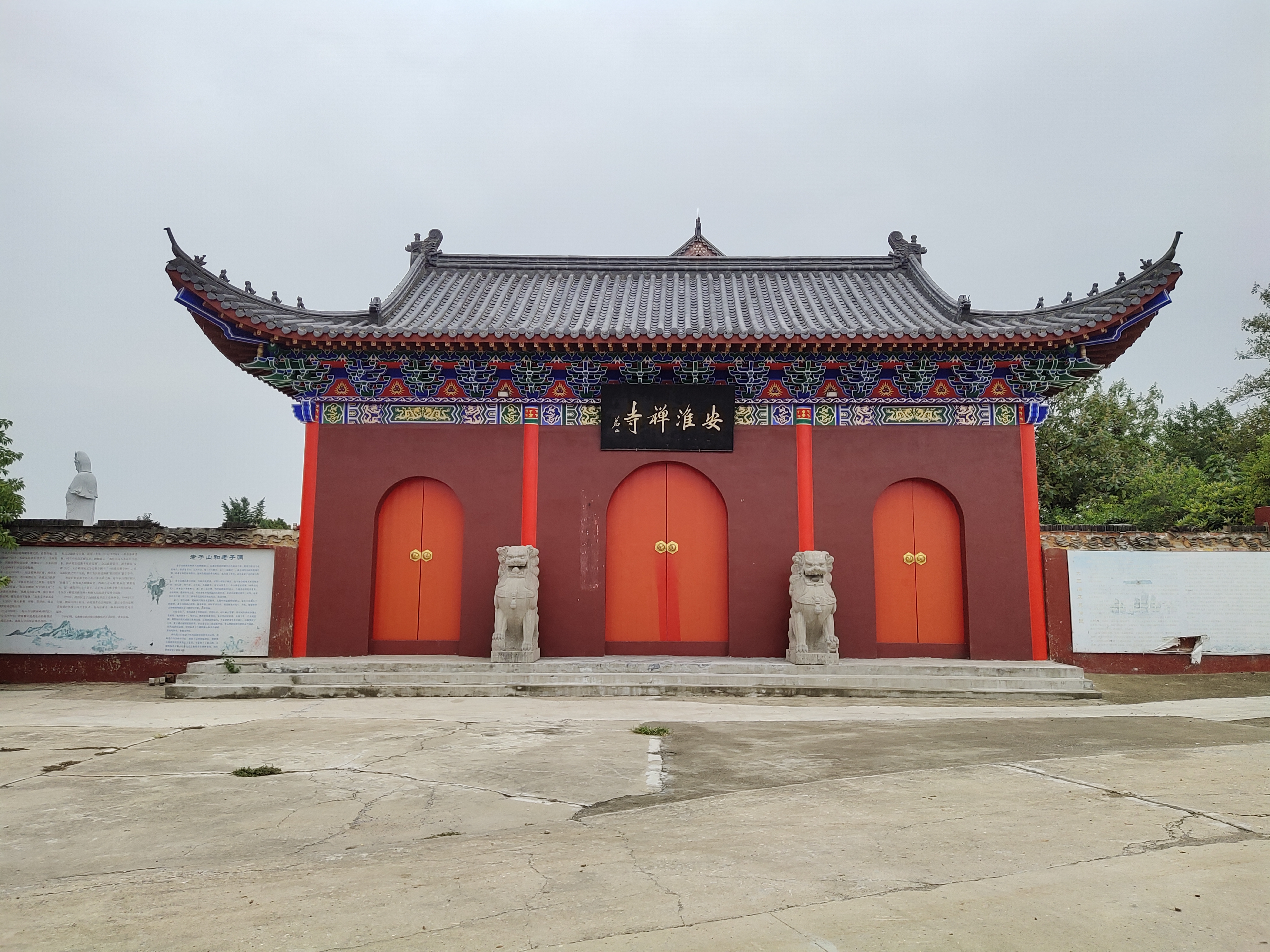
安淮禅寺
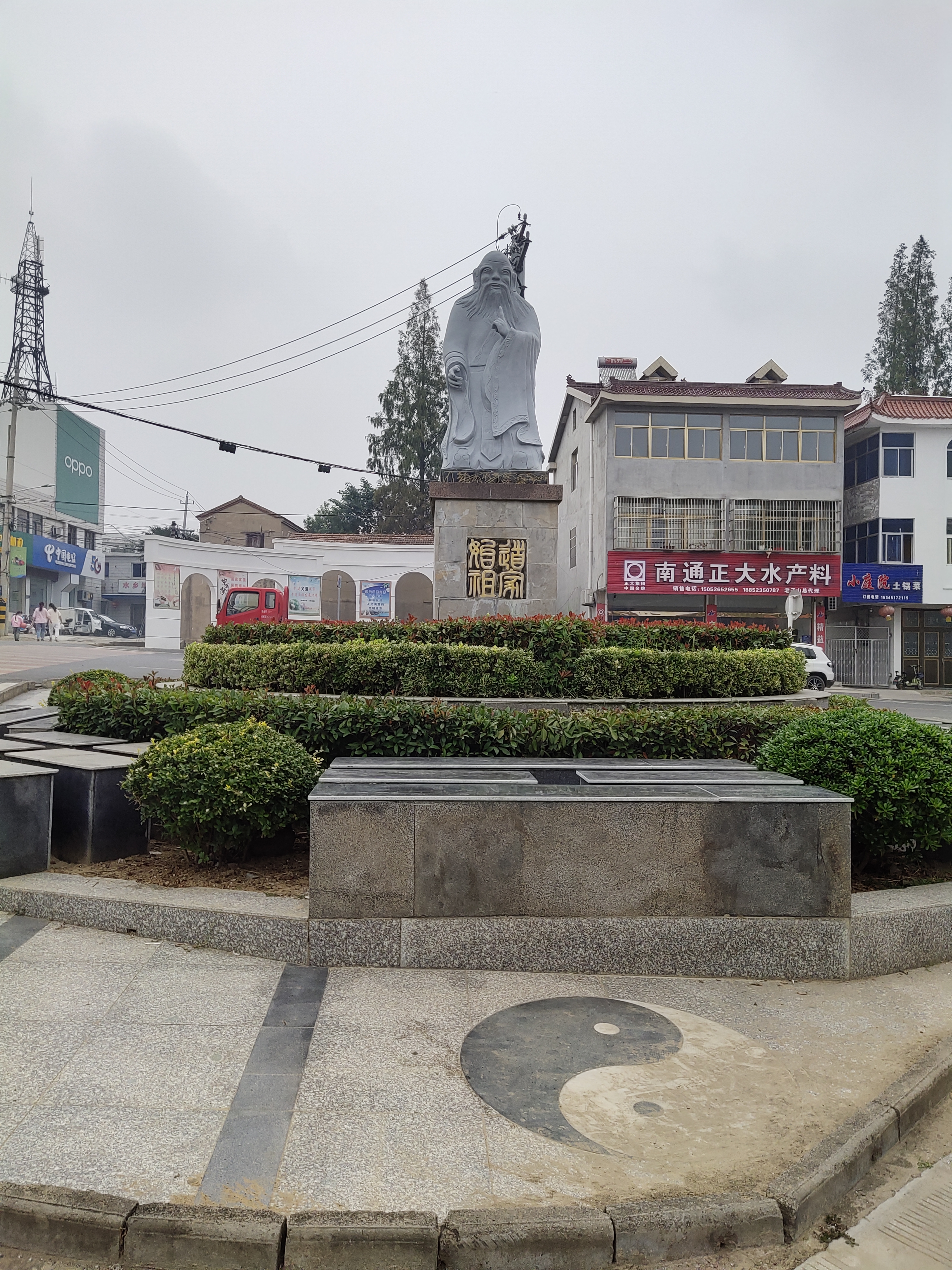
老子雕像
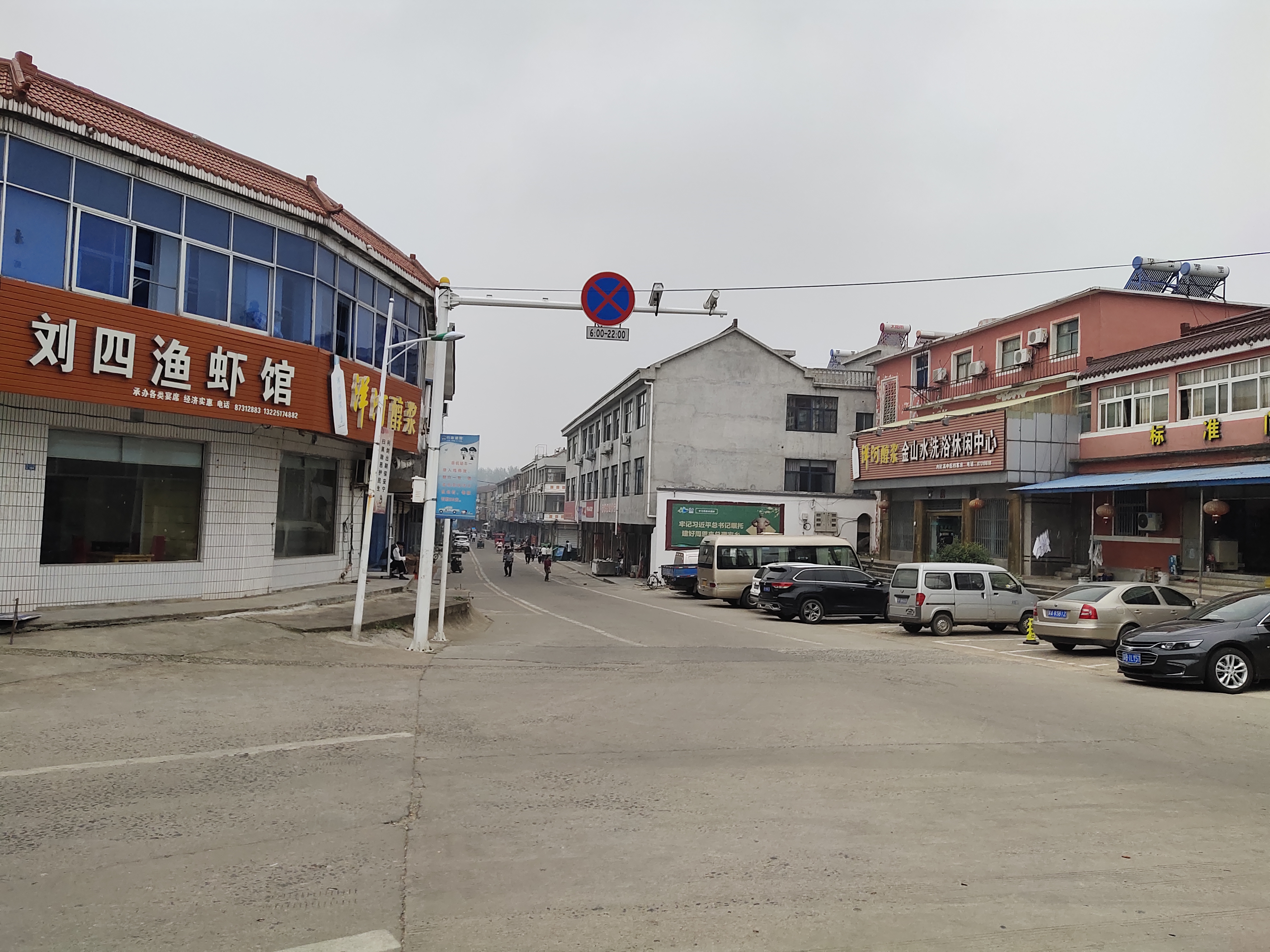
街道
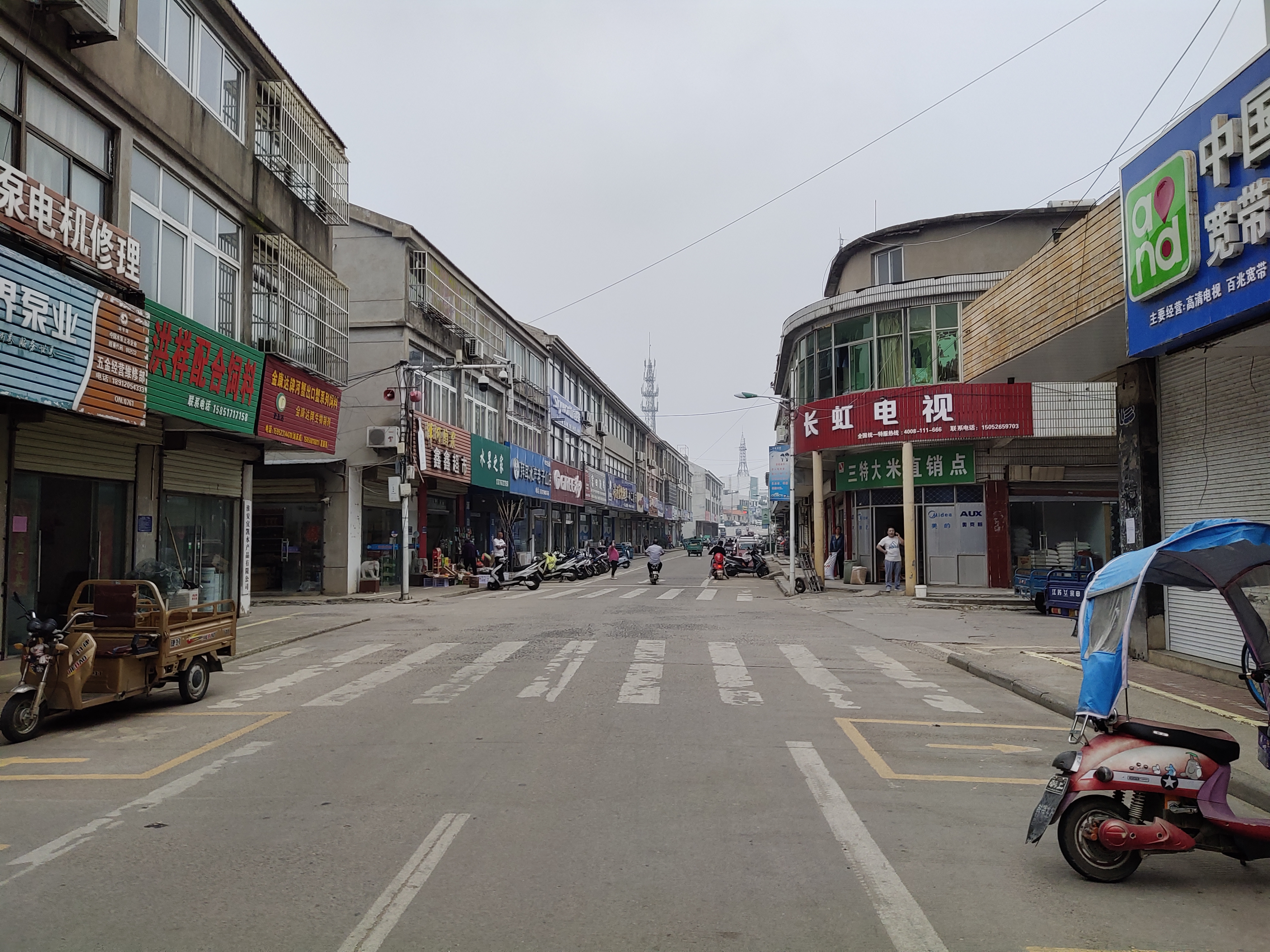
街道
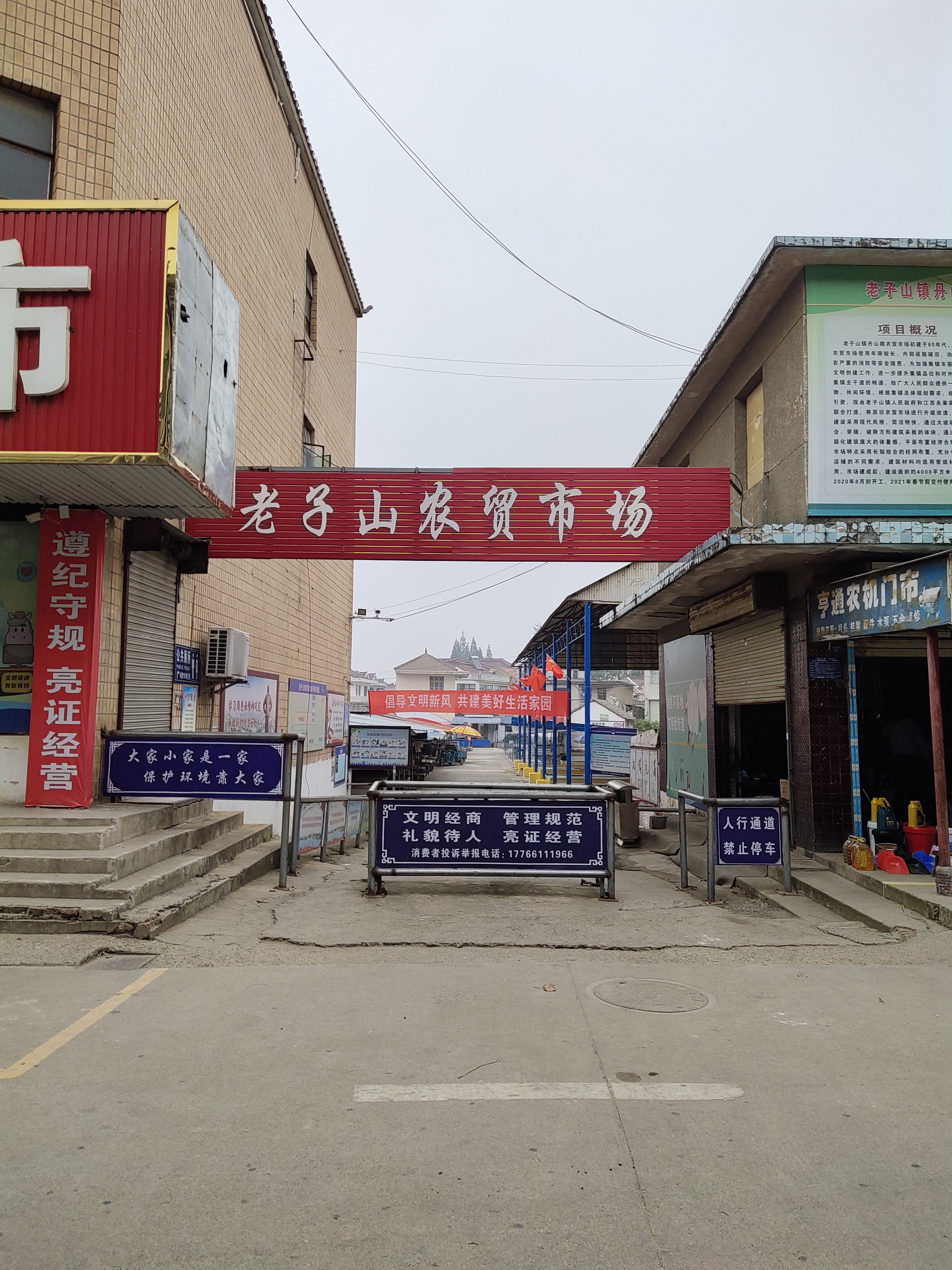
农贸市场
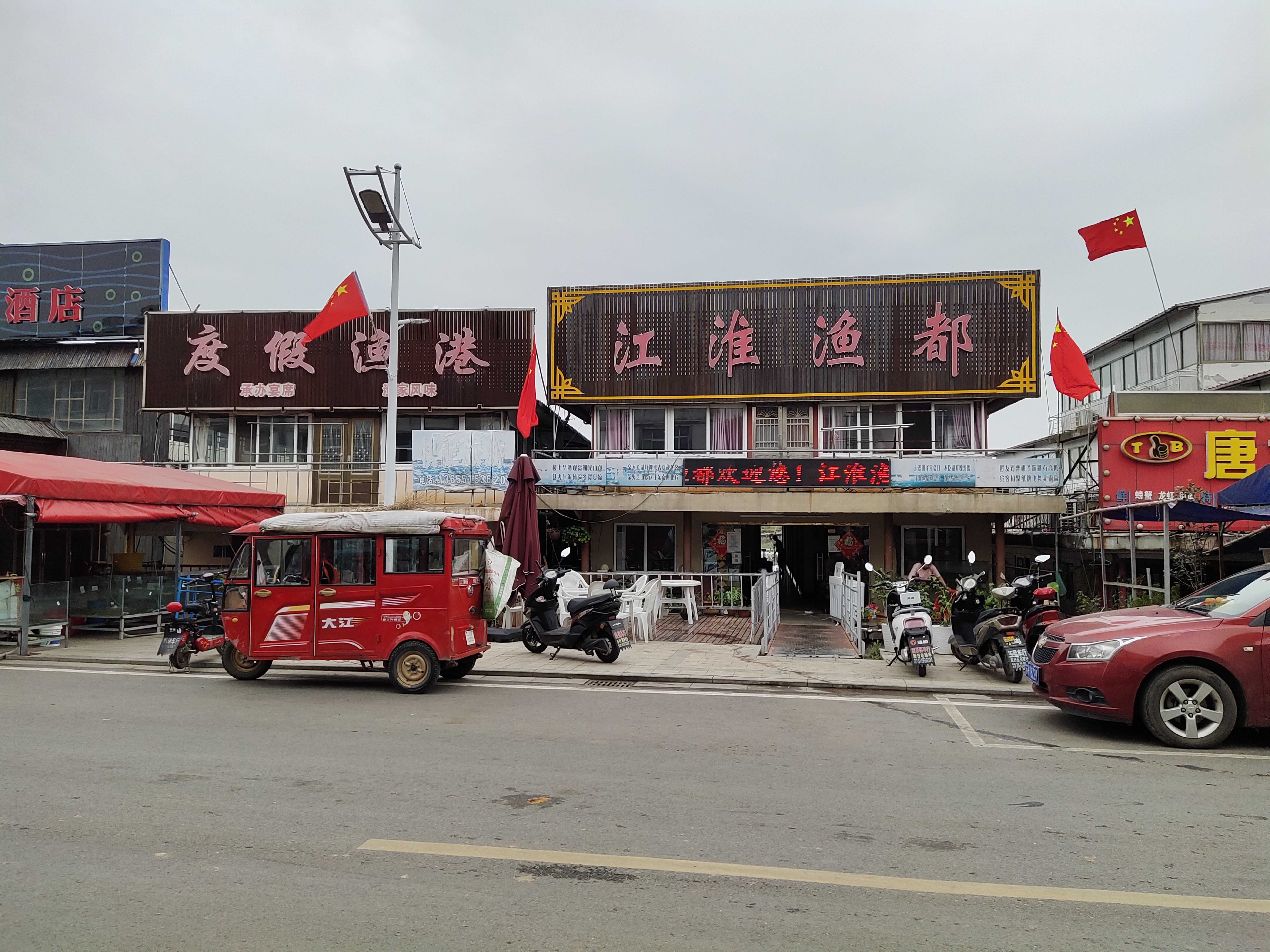
船上餐厅
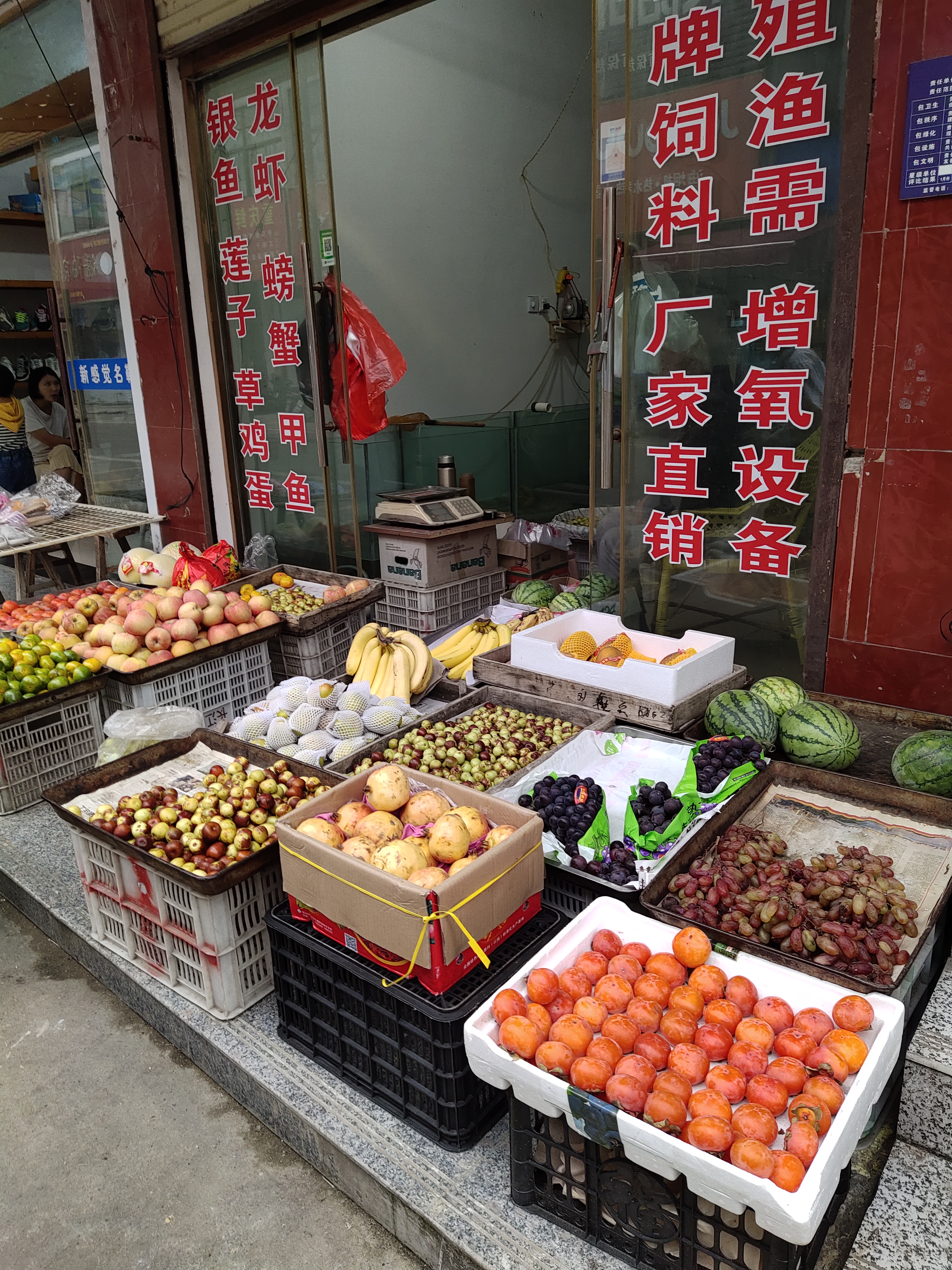
水果摊
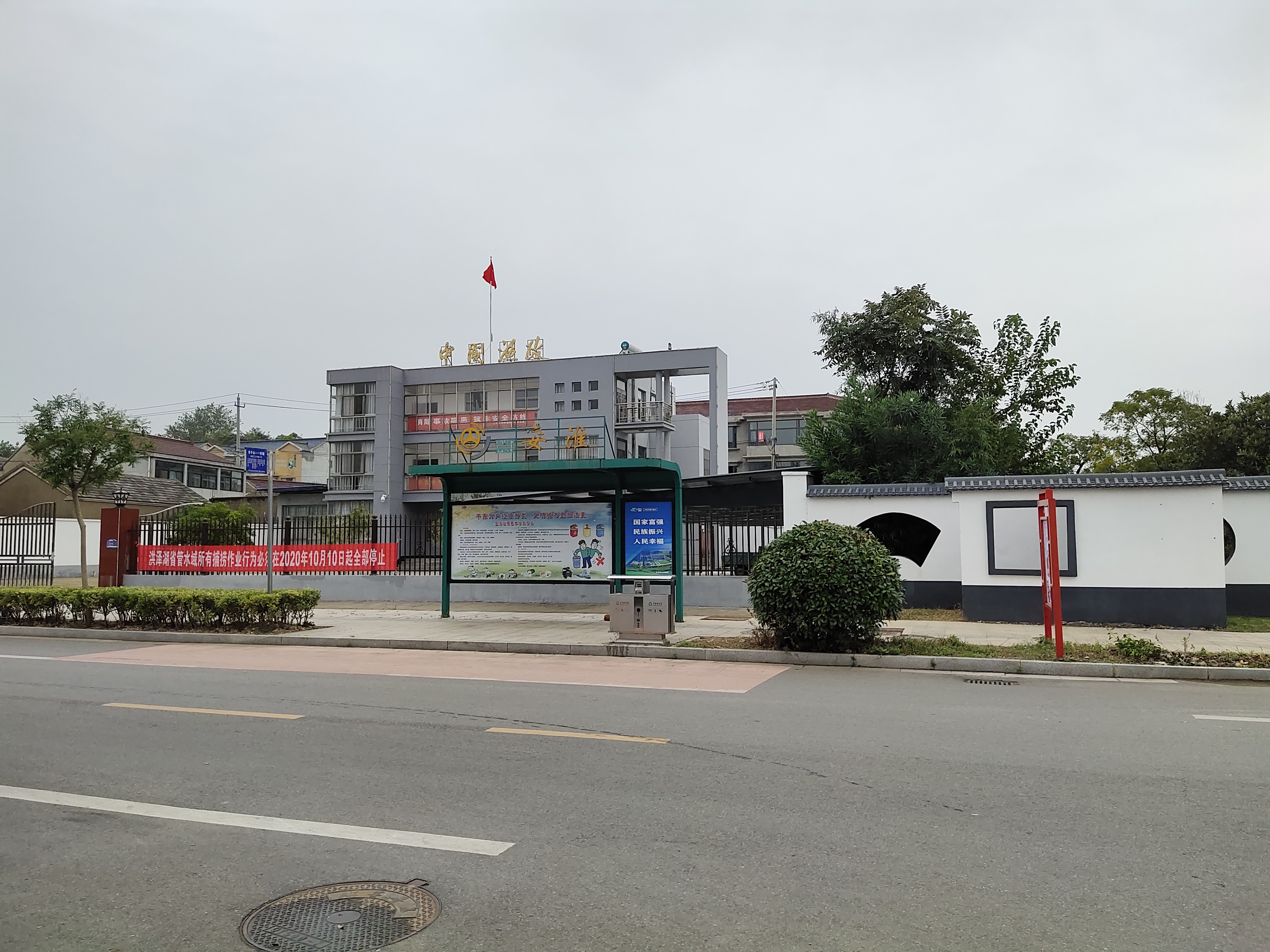
公交车站
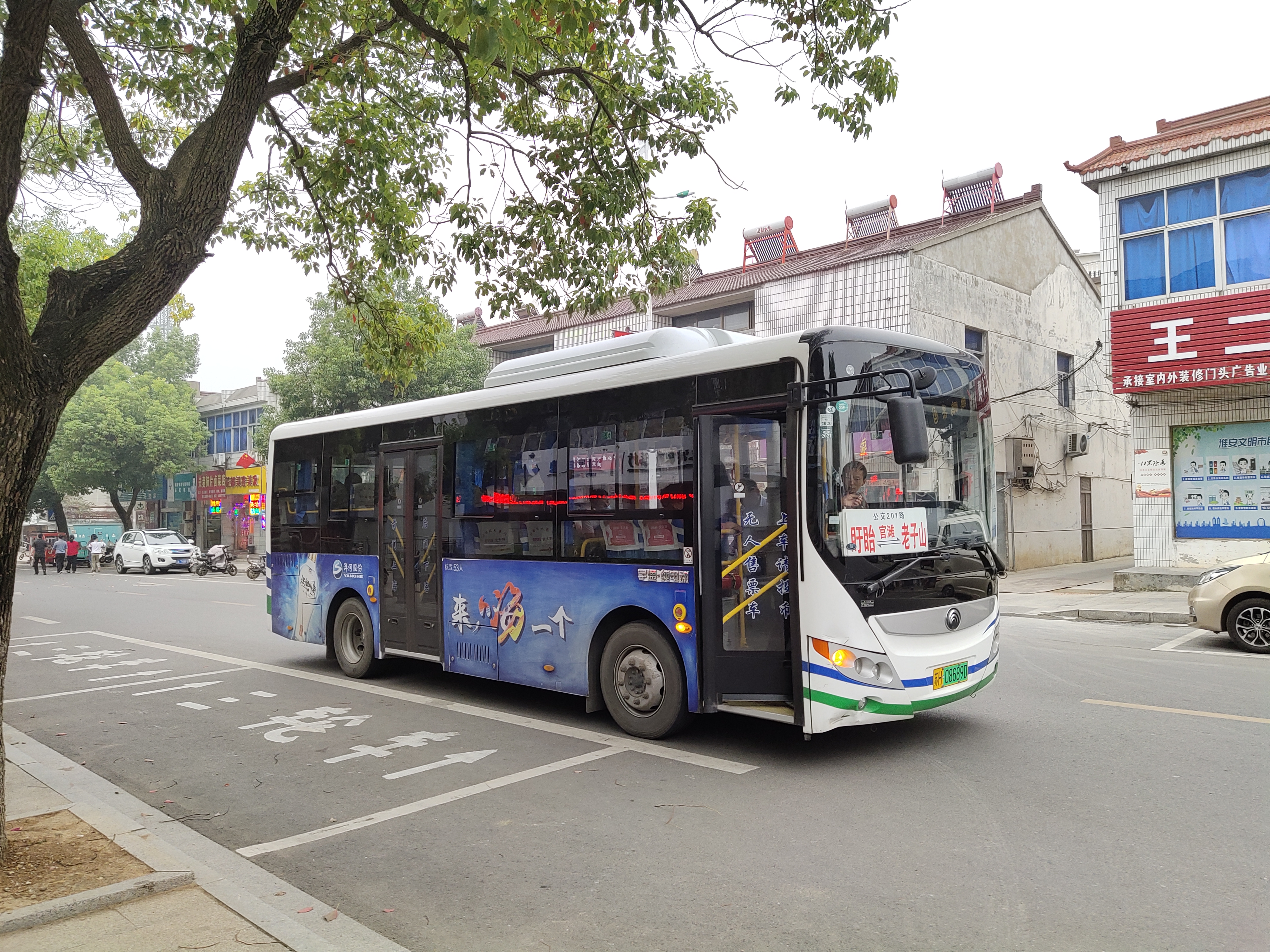
盱眙公交201路